# Різьблення

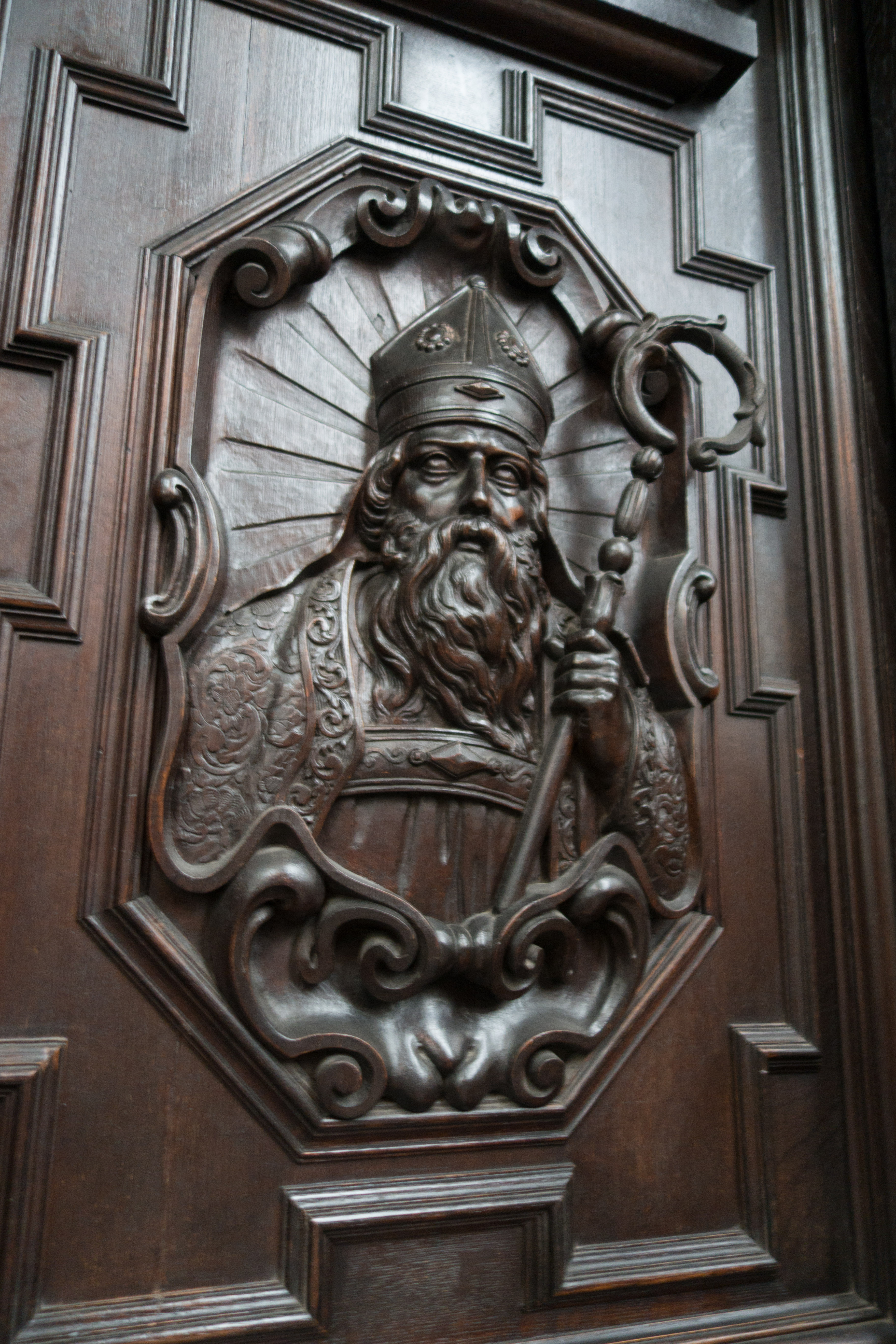
Приклад різьблення по дереву (Бельгія)

Рі́зьблення, різьба́, різьбя́рство, різьба́рство — один з найдавніших і найпоширеніших видів декоративного мистецтва, який полягає у знятті певного шару матеріалу за допомогою спеціальних інструментів. Малюнок чи візерунок, виконаний у цій техніці, теж називається різьба́ (заст. різь).
Цей метод може бути застосований до будь-якого матеріалу який достатньо міцний, щоб утримувати форму при його обробці, та водночас м'який, щоб з ним можна було працювати. Різьблення, як засіб виготовлення скульптури й інших художніх деталей із твердих матеріалів, відрізняється від інших методів художньої обробки, при яких використовують ковкі матеріали або такі матеріали як глина чи скло, які можуть набувати потрібних форм, доки м'які, а потім тверднуть, переходячи з одного стану в інший.
Види різьблення
- Різьблення по дереву
- Різьблення по каменю
  - Петрогліфи
- Різьблення по кістці[5]
- Різьблення по банановому стеблі.
- Різьблення по гарбузу.
- Фруктове різьблення.
- Різьблення по льодяних брилах або крижана скульптура.

Різьбя́р і різьба́р — майстер різьблення.